# Ричланд (Мисисипи, окръг Холмс)
Ричланд (на английски: Richland) е селище в южната част на Съединените американски щати, част от окръг Холмс на щата Мисисипи.
Разположен е на 99 метра надморска височина в Крайбрежната низина на Мексиканския залив, на 12 километра южно от Лексингтън и на 78 километра северно от Джаксън. Селището възниква през 1850 година в близост до създадения малко по-рано масонски подготвителен колеж, в който е основана голямата днес масонска женска организация Орден на Източната звезда.

## Известни личности
Родени в Ричланд
- Елмор Джеймс (1918 – 1963), музикант